# Ellen Fjæstad
Ellen Elise Fjæstad, född 11 februari 1986 i Stockholm, är en svensk skådespelare och röstskådespelare. Hon är mest känd för sin roll som Eva Strömdahl i Eva & Adam.

## Biografi
Fjæstad slog igenom som skådespelare när hon spelade Eva Strömdahl i den populära TV-serien Eva & Adam. TV-serien gick i två säsonger åren 1999–2000 och ett år senare kom långfilmen Eva & Adam – fyra födelsedagar och ett fiasko (2001) som uppföljare. Hon har sedan dess främst varit verksam som röstskådespelare och har bland annat gjort rösten som Kim Possible i den tecknade serien med samma namn. Hon har även gjort den svenska rösten för Barbie och hennes rollfigurer.
Utanför sin karriär som skådespelare och röstskådespelare har Fjæstad jobbat som journalist och reporter åt tidningarna Okej och Superstar. Mellan åren 2007 och 2014 var hon PR- och pressansvarig. Idag jobbar Fjæstad som presskontakt och produkt- och marknadschef på Warner Music Sweden.
Hon har genom åren även varit prisutdelare och konferencier för olika galor, bland annat för Nickelodeon Kids' Choice Awards, Filmfestivalen Junior och Bästa barnboksgalan. 2019 skådespelade Fjæstad i musikvideon till Eric Saades och Anis Don Deminas låt Postcard(en).

## Filmografi
- 1998 – Pippi Långstrump (röst för Anna)
- 1999–2000 – Eva & Adam (TV-serie) (Eva)
- 2001 – Eva & Adam – fyra födelsedagar och ett fiasko (Eva)
- 2004 – Brandy & herr Morris (TV-serie) (Brandy, säsong 2)
- 2004 – Hip hip hora! (Amanda)
- 2004 – Gränsland (Christine)
- 2006 – Barbie och de 12 dansande prinsessorna (röst för Blair)
- 2007 – Kim Possible (TV-serie) (röst för Kim Possible)
- 2008 – Vampyrer (tjej på fest)
- 2012–2015 – Barbie: Life in the Dreamhouse (TV-serie) (röst för Barbie)
- 2012 – Barbie: Prinsessan och popstjärnan (röst för Tori)
- 2013 – Barbie och de rosa balettskorna (röst för Kristyn)
- 2013 – Barbie: Mariposa och älvprinsessan (röst för Mariposa)
- 2013 – Barbie och hennes systrar i ett hästäventyr (röst för Barbie)
- 2014 – Barbie: Pärlprinsessan (röst för Lumina)
- 2014 – Barbie och den hemliga dörren (röst för Alexa)
- 2015 – Barbie: Rock 'n Royals (röst för Courtney)
- 2015 – Barbie och hennes systrar i det stora valpäventyret (röst för Barbie)
- 2018 – Barbie Dreamhouse Adventures (TV-serie) (röst för Barbie)
- 2019 – Barbie Dreamhouse Adventures: Go Team Roberts (TV-serie) (röst för Barbie)